# Rony Gomes
Rony Gomes (nascido em 27 de dezembro de 1991) é um skatista brasileiro.
Atualmente é patrocinado pela TNT Energy Drink, Santa Cruz Skateboards, BDO, Oakley, Kanui, Type-S, Niggli Pads, MegaRamp e  Corinthians

## Campanhas de destaque
Amador
- Campeão Brasileiro 2008
- Campeão Mundial 2009

Profissional
- Campeonato Mundial (Etapa de Roma) 2010: 2º Colocado
- Pro Rad 2010: 2º Colocado
- Oi Vert Jam (Rio de Janeiro) 2011: 3º Colocado
- Ásia X Games (Xangai) 2011: 4º Colocado
- X Games 2011: 4° Colocado
- Maresia Vert Jam 2013: 2º Colocado